# 辉腹翠蜂鸟
，是雨燕目蜂鸟科的一种鸟类。
辉腹翠蜂鸟体重约3.5克，翼长约49.6毫米，嘴峰长约16.9毫米，喙宽度约2.5毫米，喙厚度约1.9毫米，跗蹠长约3.5毫米，尾长约27.8毫米。辉腹翠蜂鸟是部分迁徙的鸟类，其栖息在半开放的灌木丛中，食性为草食性，主要食物来源是植物的花蜜。

## 亚种
- ：分布于巴西东部马拉尼昂州和塞阿拉州至巴拉那州。
- ：分布于玻利维亚东部至巴拉圭和巴西中西部。
- ：分布于阿根廷西北部。
- ：分布于巴西南部南里奥格兰德州至乌拉圭和阿根廷东北部。[4]